# Ivan Slišković
Ivan Slišković (Split, 23. listopada 1991.) hrvatski je rukometaš i rukometni reprezentativac hrvatske rukometne reprezentacije.
Igrao za Nexe, Celje, MVM Veszprém. Za seniorsku hrvatsku rukometnu reprezentaciju nastupa od 2013. godine.
S mladom reprezentacijom 2009. osvojio je zlato na svjetskom prvenstvu.  Hrvatska mlada reprezentacija za taj uspjeh dobila je Nagradu Dražen Petrović.

## Vanjske poveznice
- Profil na stranicama EHF  Arhivirana inačica izvorne stranice od 25. svibnja 2015. (Wayback Machine)